# جون توماس ماير
جون توماس ماير (بالإنجليزية: John Thomas Mair)‏ هو مهندس معماري نيوزلندي، ولد في 12 أكتوبر 1876، وتوفي في 26 نوفمبر 1959.